# Bracon crenulatosinuatus
Bracon crenulatosinuatus är en stekelart som beskrevs av Granger 1949. Bracon crenulatosinuatus ingår i släktet Bracon och familjen bracksteklar. Inga underarter finns listade.